# Meiglyptes tristis
El pito triste (Meiglyptes tristis) es una especie de ave piciforme de la familia Picidae que vive en el Sudeste Asiático.

## Distribución y hábitat
Se encuentra en las selvas de Indonesia, Malasia, el sur de Tailandia y Birmania, Brunéi y Singapur.